# Bagarone
Bagarone (o bagherone), moneta di rame del peso di 1,5-2 grammi coniata a Parma nel XVI secolo sotto i papi Leone X, Adriano VI e Ottavio Farnese. Di etimo poco chiaro (si pensi tuttavia a baghero, piccola moneta veneta di rame del XIV secolo, e anche a bagattino), valeva 4 denari; si trattava pertanto di un quattrino. Il nome di bagarone passò poi a indicare monete di rame di poco valore battute a Bologna, Modena e Ferrara.